# Casa Concepció Monset
La Casa Concepció Monset, o simplement Casa Monset, és un edifici del centre de Terrassa (Vallès Occidental), situat al carrer de la Font Vella, protegit com a bé cultural d'interès local. És veïna de la Casa Baltasar Gorina, també del mateix arquitecte Lluís Muncunill i construïda uns anys abans.

## Descripció
És un habitatge unifamiliar entre mitgeres, de planta baixa i dos pisos. Està inspirat en l'arquitectura popular, tant per la composició dels elements de la façana com per les proporcions.

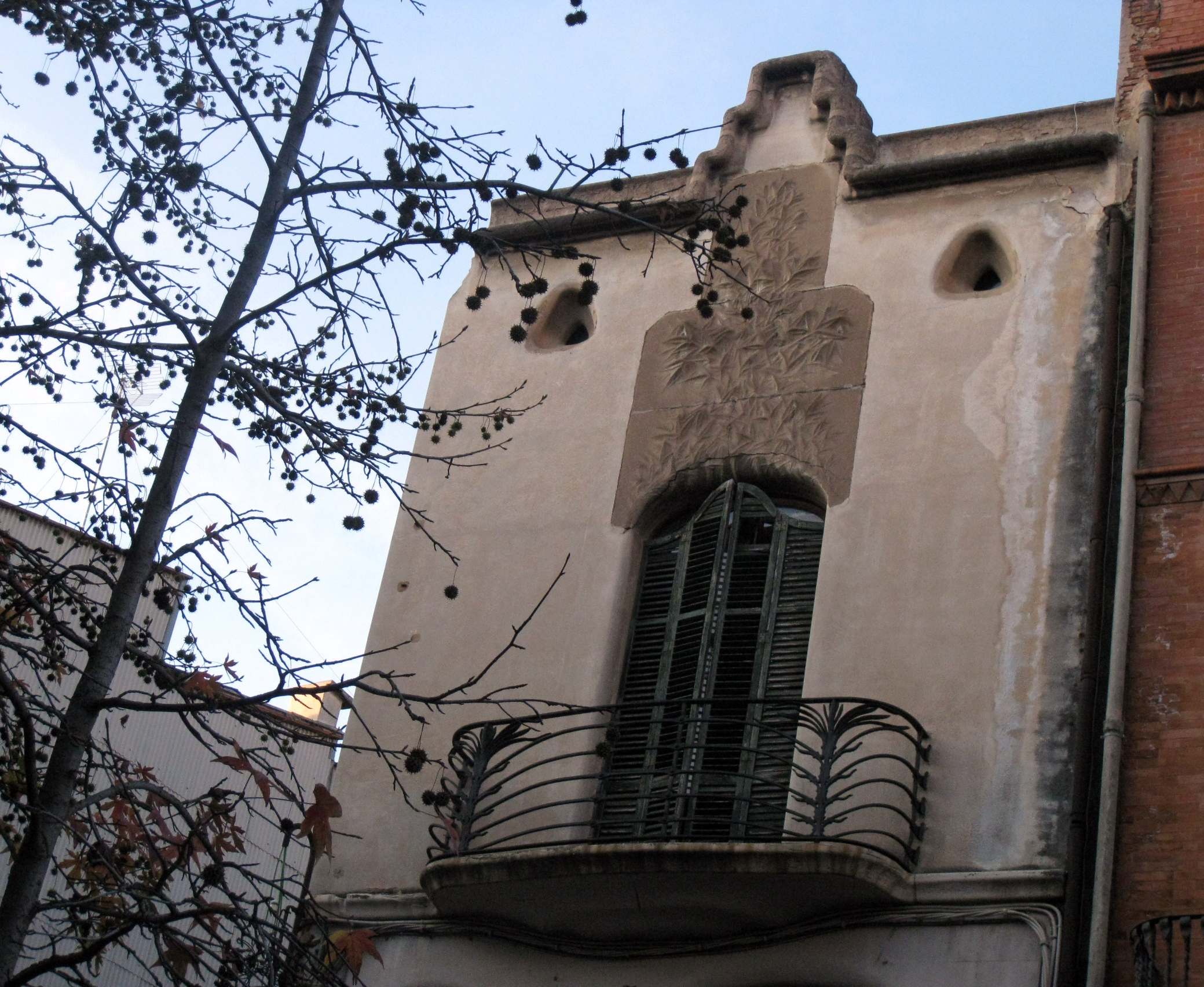
Detall del balcó del segon pis amb el frontó d'ornamentació floral

Presenta dues obertures per planta i un balcó al pis superior, amb barana de ferro forjat. Les obertures presenten perfils arrodonits i constitueixen pràcticament l'únic element decoratiu de la façana. A més, l'element ornamental apareix al timpà de pedra treballada del balcó, on forma un relleu de motius vegetals que es perllonga al remat del gablet que corona l'edifici.
En destaca la inversió de la importància dels pisos, situant el segon com si fos el principal, amb un balcó. Són remarcables els elements decoratius com la forja del balcó i de les finestres, i els vitralls emplomats de les finestres.